# Gasela de l'illa Farsan
La gasela de l'illa Farsan (Gazella arabica) és una gasela anteriorment considerada extinta que habita la península Aràbiga. Un estudi del 2013 demostrà que els dos espècimens originals pertanyien a tàxons diferents i assignà el nom al llinatge muntanyenc de les gaseles aràbigues.